# 蔡李佛 (電影)
《蔡李佛》是2011年上映的一部功夫電影。導演為香港成家班的黃明升和羅惠德，主要演員包括洪金寶、元華、洪天照、黃嘉樂、劉永健、王佳音及美籍日裔武打演員小杉健。

## 劇情
陳英杰(洪天照 飾)在英國泰晤士小鎮快餐店打工遇到在店中當廚師的日本人武田少佐(小杉健 飾)。兩位對武學充滿熱誠的人一起到中國，探望在廣州開設蔡李佛館的師叔陳天虹(元華 飾)。
美國泛美國際投資集團打算收購拳館，收購評估師夏羽飛(王佳音 飾)和武術顧問左長空(黃嘉樂 飾)帶著收購意向書和陳英杰父親陳天來(洪金寶 飾)的同意信來到拳館通知英杰等人，英杰料想不到父親會同意出售拳館。財團提出挑戰，若陳家不能在拳術比賽以三局兩勝方法證明蔡李佛拳館的存在價值，就要交出拳館。
英杰等為了保住拳館不落入外人手上而積極備戰，師叔陳天虹利用各派功夫朋友跟英杰, 大師兄任四海(劉永健飾)和武田少佐切磋，其中有洪拳，詠春拳等等...... 羽飛漸漸被英杰的勇氣和毅力所吸引，這令暗戀羽飛的左長空(黃嘉樂飾)十分不悅，更激發起長空決定要擊敗英杰。終於到了拳術對決，結果......
英杰最後亦明白到父親簽同意書的用意。

## 演員
| 演員   | 角色             |
| 洪金寶 | 陳天來           |
| 元華   | 陳天虹           |
| 洪天照 | 陳英杰           |
| 王佳音 | 夏羽飛           |
| 黃嘉樂 | 左長空           |
| 小杉健 | 武田小佐         |
| 恒力   | X-Man            |
| 黃明升 | 錢星             |
| 劉永健 | 任四海           |
| 李晨熙 | 範文秀           |
| 吳旭文 | 張智賢           |
| 蘇茜薇 | 小美             |
| 杜宇航 | 蔡李佛高手       |
| 龐景峰 | 武田爺爺(年輕時) |

## 外部連結
- Yahoo奇摩電影上《蔡李佛》的資料（繁體中文）
- MSN娛樂上《蔡李佛》的資料（繁體中文）

- 開眼電影網上《蔡李佛》的資料（繁體中文）
- 香港影庫上《蔡李佛》的資料（繁體中文）
- 时光网上《蔡李佛》的資料（简体中文）
- 豆瓣电影上《蔡李佛》的資料 （简体中文）
- 爛番茄上《蔡李佛》的資料（英文）
- AllMovie上《蔡李佛》的资料（英文）
- 互联网电影数据库（IMDb）上《蔡李佛》的资料（英文）